# Sapodilla
De sapodilla (Manilkara zapota, synoniem: Achras zapota. 'sapotille' in Surinaams Nederlands) is een groenblijvende, tot 35 m hoge boom met een dichtvertakte, brede kroon en een 80 cm brede stam. De plant is windresistent en de schors, bladeren en onrijpe vruchten zijn rijk aan een wit, kleverig melksap (chicle). De afwisselend geplaatste, ovale, 7-15 cm lange bladeren zijn glanzend donkergroen en staan aan de uiteinden van twijgen dicht opeen. De witte, 1,5 cm brede bloemen groeien aan 1-2 cm lange stelen in de bladoksels.
De vruchten zijn afhankelijk van het ras, rond of ovaal en 4-10 cm in diameter. De schil van de vrucht is dun, stevig ruw en dof bruin. Het vruchtvlees is rijp glazig geelbruin en heeft een korrelige textuur door kleine steencellen ( vergelijkbaar met een rijpe peer). De vrucht bevat tot twaalf zaden, maar kan ook zaadloos zijn. Deze vrucht bevat vitamine A en D.

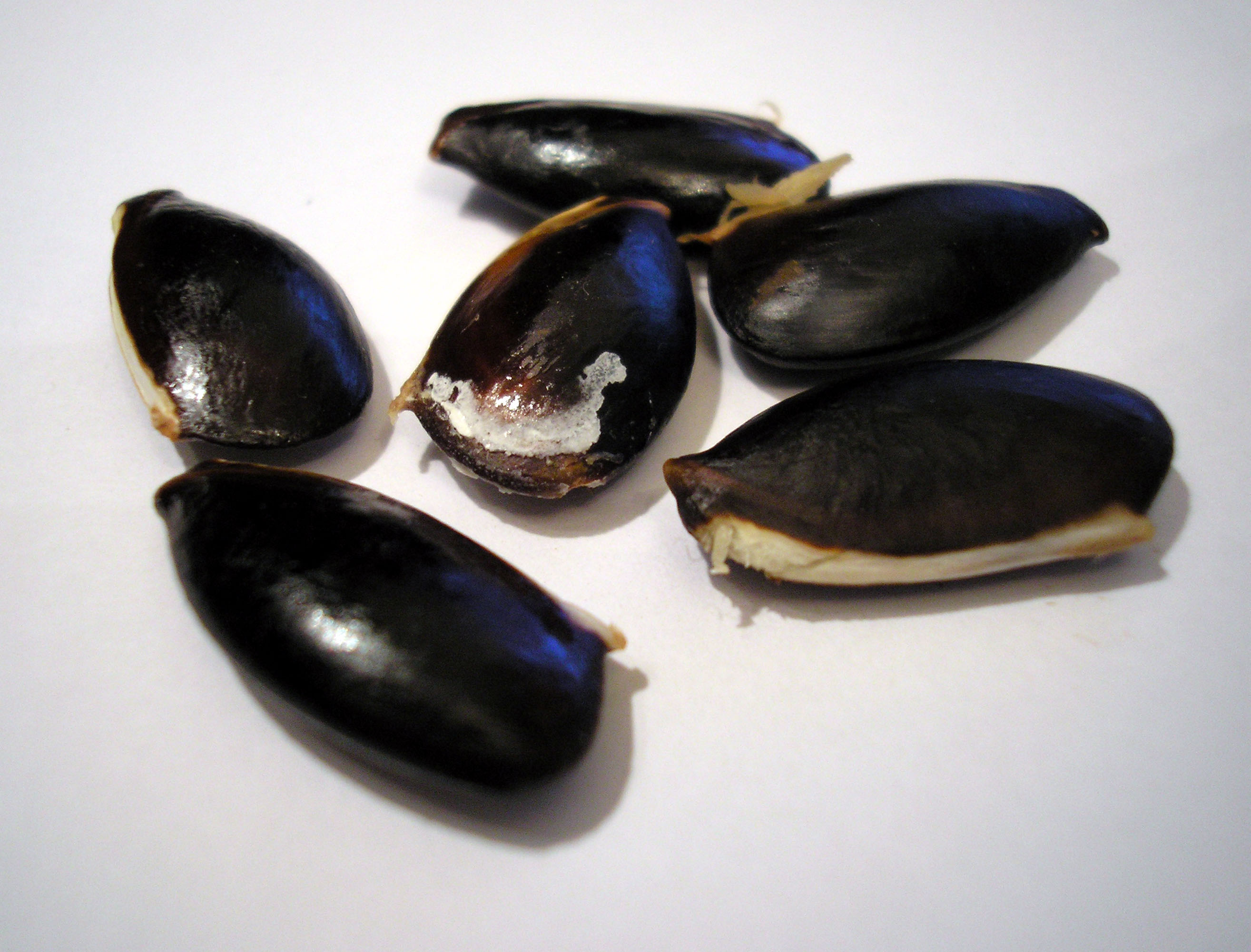
Zaden

De vrucht kan pas worden gegeten als hij rijp is. Mocht hij nog te hard zijn, dan kan men de sapodilla met een banaan in een goed afgesloten zakje doen, waarbij het vrijkomende etheengas van de banaan zal zorgen voor de rijping van de sapodilla. De vrucht heeft na rijping een karamelachtige smaak.

## Toepassingen
Het melksap (chicle) uit de bast kan dienen als grondstof voor kauwgom, hoewel hiervoor tegenwoordig vaker synthetische stoffen worden gebruikt. De vrucht kan als handfruit worden gebruikt door deze te halveren en uit te lepelen. Ook kan er jam van worden gemaakt en kan het vruchtvlees dienen als ingrediënt van diverse zoetwaren zoals halva. In Nederland zijn uit Suriname geïmporteerde sapodilla's te koop, als verse vrucht en ingeblikt bij toko's en op markten.

## Voorkomen
De sapodilla komt van oorsprong uit het zuiden van Mexico en Midden-Amerika. Hij wordt wereldwijd in de tropen gekweekt tot op hoogtes van 2000 m. De plant draagt de meeste vruchten in neerslagrijke gebieden.